# Gortyna obscura
Gortyna obscura är en fjärilsart som beskrevs av Barend J. Lempke 1965. Gortyna obscura ingår i släktet Gortyna och familjen nattflyn. Inga underarter finns listade i Catalogue of Life.